# 砂丘館
砂丘館（さきゅうかん）は、新潟県新潟市中央区西大畑町にある文化施設。

## 概要
新潟市が所有する旧日本銀行新潟支店長役宅の愛称。1933年（昭和8年）の建設。設計は日本銀行の技師平松浅一、施工は新潟の武田組。当初は西掘前通6番町にあったが、柾谷小路の拡幅により現在地に移転。敷地面積約523坪、延べ床面積約152坪。8代から37代までの30人の支店長が居住した。
1999年（平成11年）保有資産見直しを図った日本銀行が役宅を売却することとなったことから新潟市が取得。2000年（平成12年）6月から一般公開され、2005年（平成17年）のリニューアルオープンの際には貸室や喫茶スペースが設けられた。
戦前の日本銀行の役宅として現存するのは新潟市の砂丘館と1927年建造された福島市の御倉邸の2か所だけである。

## データ
開館
- 9時00分 - 21時00分

休館
- 毎週月曜日（祝日の場合は翌日）、および年末年始

## 立地
新潟島の中心市街地「古町」から見て北西側の砂丘地帯に位置しており、周辺には新潟市美術館、旧齋藤家別邸、安吾 風の館、北方文化博物館新潟分館といった観光施設が多く点在する。

### 交通
- 新潟市観光循環バス 「西大畑坂上」バス停より徒歩約1分
- 新潟交通 C2 「西大畑坂上」バス停より徒歩約1分